# East Beverley
East Beverley är en ort i Australien. Den ligger i kommunen Beverley och delstaten Western Australia, omkring 110 kilometer öster om delstatshuvudstaden Perth. Orten hade 96 invånare år 2021.